# Stefan Gaisreiter
Stefan Gaisreiter, född 10 december 1947 i Murnau am Staffelsee, är en tysk före detta bobåkare som tävlade för Västtyskland.
Gaisreiter blev olympisk bronsmedaljör i fyrmansbob vid vinterspelen 1972 i Sapporo.